# Euryops
Euryops és un gènere de plantes angiospermes de la família de les asteràcies (Asteraceae). Són plantes natives de la península aràbiga i de les zones tropicals del nord-est, est i sud d'Àfrica.

## Descripció
Són arbusts o subarbusts, de vegades herbes. Les fulles, habitualment caulinars, són sèssils, enteres. amb lòbuls o pinnatisectes i amb la nervadura pinnada. Les flors es troben agrupades en capítols axil·lars pedunculats o terminals, ligulats però de vegades discoides. L'involucre acostuma a tenir una filera de bràctees. Les flors són grogues, els flòsculs són tubulars amb lòbuls, acostumen a ser hermafrodites, poques vegades masculins. El fruit és un aqueni amb o sense papus.

## Taxonomia
Aquest gènere va ser publicat per primer cop l'any 1820 al setzè volum de la segona edició del Dictionnaire des Sciences Naturelles pel botànic francès Alexandre Henri Gabriel de Cassini (1781-1832). L'any 1818 el mateix Cassini l'havia descrit com un subgènere.

### Espècies
Dins del gènere Euryops es reconeixen les 103 espècies següents:
- Euryops abrotanifolius (L.) DC.
- Euryops acraeus M.D.Hend.
- Euryops algoensis DC.
- Euryops annae E.Phillips
- Euryops annuus Compton
- Euryops anthemoides B.Nord.
- Euryops antinorii S.Moore
- Euryops arabicus Steud. ex Jaub. & Spach
- Euryops asparagoides (Licht. ex Less.) DC.
- Euryops bertilii Vlok
- Euryops bolusii B.Nord.
- Euryops brachypodus (DC.) B.Nord.
- Euryops brevilobus Compton
- Euryops brevipapposus M.D.Hend.
- Euryops brevipes B.Nord.
- Euryops brownei S.Moore
- Euryops calvescens DC.
- Euryops candollei Harv.
- Euryops chrysanthemoides (DC.) B.Nord.
- Euryops ciliatus B.Nord.
- Euryops cuneatus B.Nord.
- Euryops dacrydioides Oliv.
- Euryops dasyphyllus Vlok
- Euryops decipiens Schltr.
- Euryops decumbens B.Nord.
- Euryops dentatus B.Nord.
- Euryops diosmiphyllus Vlok
- Euryops discoideus Burtt Davy
- Euryops dregeanus Sch.Bip.
- Euryops dyeri Hutch.
- Euryops elgonensis Mattf.
- Euryops empetrifolius DC.
- Euryops erectus (Compton) B.Nord.
- Euryops ericifolius (Bél.) B.Nord.
- Euryops ericoides (L.f.) B.Nord.
- Euryops euryopoides (DC.) B.Nord.
- Euryops evansii Schltr.
- Euryops exudans B.Nord. & V.R.Clark
- Euryops floribundus N.E.Br.
- Euryops galpinii Bolus
- Euryops gilfillanii Bolus
- Euryops glutinosus B.Nord.
- Euryops gracilipes B.Nord.
- Euryops hebecarpus (DC.) B.Nord.
- Euryops hypnoides B.Nord.
- Euryops imbricatus Less.
- Euryops indecorus B.Nord.
- Euryops inops B.Nord.
- Euryops integrifolius B.Nord.
- Euryops jaberiana Abedin & Chaudhary
- Euryops jacksonii S.Moore
- Euryops lasiocladus (DC.) B.Nord.
- Euryops lateriflorus (L.f.) Less.
- Euryops latifolius B.Nord.
- Euryops laxus (Harv.) Burtt Davy
- Euryops leiocarpus (DC.) B.Nord.
- Euryops linearis Harv.
- Euryops linifolius (L.) DC.
- Euryops longipes DC.
- Euryops marlothii B.Nord.
- Euryops microphyllus (Compton) B.Nord.
- Euryops mirus B.Nord.
- Euryops montanus Schltr.
- Euryops mucosus B.Nord.
- Euryops muirii C.A.Sm.
- Euryops multifidus (Thunb.) DC.
- Euryops munitus (L.f.) B.Nord.
- Euryops namaquensis Schltr.
- Euryops namibensis (Merxm.) B.Nord.
- Euryops nodosus B.Nord.
- Euryops oligoglossus DC.
- Euryops othonnoides (DC.) B.Nord.
- Euryops pectinatus (L.) Cass.
- Euryops pedunculatus N.E.Br.
- Euryops petraeus B.Nord.
- Euryops pinifolius A.Rich.
- Euryops pinnatipartitus (DC.) B.Nord.
- Euryops pleiodontus B.Nord.
- Euryops polytrichoides (Harv.) B.Nord.
- Euryops prostratus B.Nord.
- Euryops proteoides B.Nord. & V.R.Clark
- Euryops rehmannii Compton
- Euryops rosulatus B.Nord.
- Euryops rupestris Schltr.
- Euryops serra DC.
- Euryops spathaceus DC.
- Euryops speciosissimus DC.
- Euryops subcarnosus DC.
- Euryops sulcatus (Thunb.) Less.
- Euryops tagetoides (DC.) B.Nord.
- Euryops tenuilobus (DC.) B.Nord.
- Euryops tenuissimus (L.) Less.
- Euryops thunbergii B.Nord.
- Euryops transvaalensis Klatt
- Euryops trifidus (L.f.) Less.
- Euryops trilobus Harv.
- Euryops tysonii E.Phillips
- Euryops ursinoides B.Nord.
- Euryops virgatus B.Nord.
- Euryops virgineus (L.f.) DC.
- Euryops wageneri Compton
- Euryops walterorum Merxm.
- Euryops zeyheri B.Nord.